# Augerum

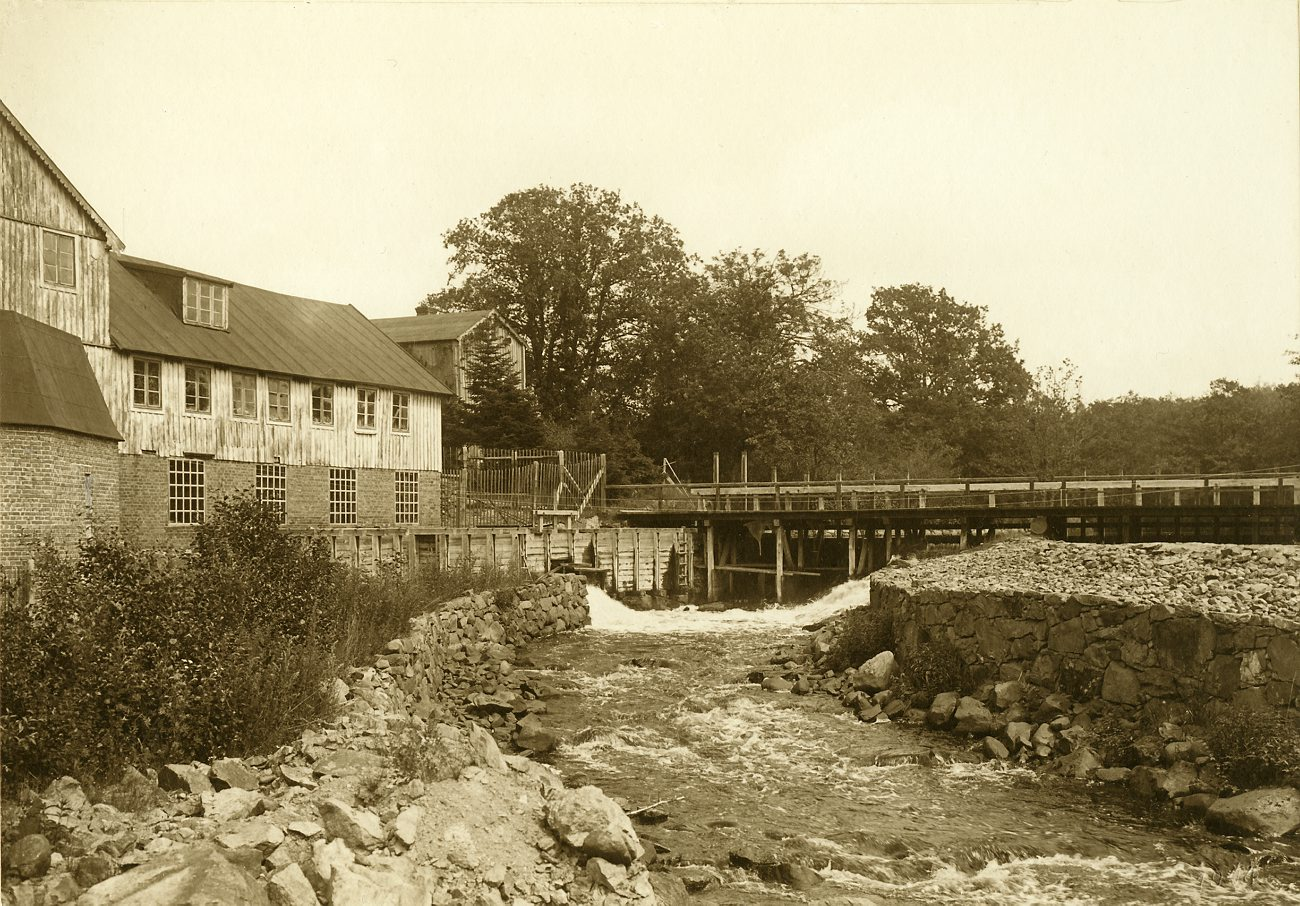
Bro- och dammbyggnad över Lyckebyån vid Mariefors nu nedlagda fabriker i Augerum socken

Augerum är ett mindre samhälle norr om Karlskrona i Karlskrona kommun och kyrkby i Augerums socken.
Det består huvudsakligen av Augerums kyrka och Augerums herrgård.
Här finns Griftegården i Augerum som är Karlskronas nya begravningsplats. Den öppnades 1980 och har även krematorium.

## Herrgården
Herrgården har två huvudbyggnader, den äldre uppförd ca 1720, och den nyare, kallad Stora Hus, 1810.
Gården ägdes på 1700-talet av apotekaren Johan Eberhard Ferber, som hade en stor trädgård med medicinalväxter. Linnés sexualsystem användes för första gången i Sverige i boken Hortus Augerumensis, som dokumenterar denna trädgård. I början av 1800-talet lät den nye ägaren amiralitetsproviantmästaren Schweder bygga Stora Hus i senklassicistisk stil och anlägga den vackra engelska parken. 1855 köptes egendomen av justitiekanslern Nils von Koch och hans engelska maka Frances Lewin. Gården är fortfarande i släktens ägo och brukas i femte generationen.

## Personer från orten
- Ewert Ellman, skådespelare
- Mattias Falck, bordtennisspelare
- Hardy Göransson, ämbetsman och politiker